# Amphipoea asiatica
Amphipoea asiatica is een vlinder uit de familie uilen (Noctuidae). De wetenschappelijke naam is voor het eerst geldig gepubliceerd in 1911 door Burrows.
De soort komt voor in Europa.